# Danyon Loader
Danyon Joseph Loader (né le 21 avril 1975 à Timaru) est un ancien nageur néo-zélandais spécialiste des épreuves de demi-fond en nage libre (200 et 400 m) et du papillon. Il représente son pays lors des Jeux olympiques de 1992 et 1996 ainsi qu'à trois éditions des Jeux du Commonwealth en 1990, 1994 et 1998. 
En 1992 à Barcelone, il finit deuxième du 200 m papillon. A Atlanta en 1996, il gagne deux médailles d'or sur 200 et 400 m nage libre. En petit bassin, il bat également les records du monde du 200 m papillon et du 400 m nage libre respectivement en 1993 et 1995. En 2002 il a été introduit au International Swimming Hall of Fame.
Il est par ailleurs officier de l'Ordre du Mérite néo-zélandais.

## Palmarès

### Jeux olympiques
- Jeux olympiques de 1992 à Barcelone (Espagne) :
  -  Médaille d'argent du 200 m papillon.

- Jeux olympiques de 1996 à Atlanta (États-Unis) :
  -  Médaille d'or du 200 m nage libre.
  -  Médaille d'or du 400 m nage libre.

### Championnats du monde
- Championnats du monde 1994 à Rome (Italie) :
  -  Médaille d'argent du 200 m papillon.
  -  Médaille de bronze du 200 m nage libre.
  -  Médaille de bronze du 400 m nage libre.